# Lars Norén
Lars Göran Ingemar Norén (Stoccolma, 9 maggio 1944 – Stoccolma, 26 gennaio 2021) è stato un poeta, romanziere, drammaturgo e regista teatrale svedese.
Tra gli intellettuali più autorevoli del suo paese, era conosciuto e apprezzato anche fuori dalla Svezia. Le sue opere teatrali sono state tradotte in italiano e fatte rappresentare anche al "Piccolo" di Milano da Annuska Palme Sanavìo.

## Biografia
Proveniente da una cultura progressista, era considerato un intellettuale impegnato, nella definizione comune di autore attento alle dinamiche della società contemporanea.
Fu autore di capolavori teatrali come i tre drammi contenuti in Tre quartetti.
Lars Norén è morto nel gennaio del 2021 all'età di 76 anni, per complicazioni da COVID-19. 

## Opere
- Tre quartetti - La notte è madre del giorno, Nostre ombre quotidiane, Autunno e inverno'' (ISBN 8877481420)